# NGC 5783
NGC 5783 (NGC 5785) je prečkasta spiralna galaktika u zviježđu Volaru. Naknadno je utvrđeno da je NGC 5785 ista galaktika.

## Vanjske poveznice
- (engl.) SEDS: NGC 5783
- (engl.) Hartmut Frommert: Revidirani Novi opći katalog
- (engl.) Izvangalaktička baza podataka NASA-e i IPAC-a
- (engl.) Astronomska baza podataka SIMBAD
- (engl.) VizieR
- DSS-ova slika NGC 5783  Arhivirana inačica izvorne stranice od 17. travnja 2016. (Wayback Machine)
- (engl.) Auke Slotegraaf: NGC 5783 Deep Sky Observer's Companion
- (engl.) Courtney Seligman: Objekti Novog općeg kataloga: NGC 5750 - 5799